# Colpotrochia kumatai
Colpotrochia kumatai là một loài tò vò trong họ Ichneumonidae.